# 900 North Michigan
Le 900 North Michigan est un gratte-ciel de la ville de Chicago, dans l'État de l'Illinois, aux États-Unis. Comme son nom l'indique, le bâtiment se trouve au 900 North Michigan Avenue, dans le quartier de Streeterville, dans le secteur de Near North Side (Downtown Chicago).
Construit entre 1987 et 1989, le 900 North Michigan est haut de 265 mètres et compte 66 étages. C'est un bâtiment de style postmoderne. En 2021, il était le onzième bâtiment le plus haut de la ville de Chicago et le 28e plus grand des États-Unis. Il a été développé par Urban Retail Properties en 1988 comme une sœur de grand standing de la Water Tower Place.
À l'instar de la Water Tower Place et de la Chicago Place, toutes deux situées le long du Magnificent Mile, le bâtiment se compose d'un grand centre commercial de sept étages appelé 900 North Michigan Shops avec le gratte-ciel comme bâtiment principal qui surplombe l'ensemble. Il se trouve en face du 875 North Michigan Avenue, le cinquième plus haut gratte-ciel de la ville après la Willis Tower, la Trump Tower, le St. Regis Chicago et l'Aon Center.
Les architectes de l'immeuble sont l'agence Kohn Pedersen Fox Associates (architectes concepteurs) et l'agence Perkins+Will (architectes associés). Parmi les autres contributeurs on peut citer Hirsch/Bedner (designer d'intérieur), Pierre Yves Rochon (designer d'intérieur), Brayton Hughes Design Studios (designer d'intérieur).

## Description
Le bâtiment abrite un grand centre commercial haut de gamme appelé 900 North Michigan Shops. Environ 70 boutiques de luxe, dont les enseignes Montblanc, L'Occitane en Provence,, Calvin Klein, United Colors of Benetton ou encore Gucci s'y trouvent, tout comme d'autres magasins ainsi que cinq restaurants et cafés.
Le magasin Bloomingdale's, de la chaîne américaine de grands magasins, en constitue le plus important, raison pour laquelle il est communément appelé « Bloomingdale's Building ». Bloomingdale's occupe l'arrière de son large atrium de six étages, tandis que d'autres boutiques de luxe et des restaurants occupent les espaces restants. L'agencement de la zone commerciale est similaire à la Water Tower Place, située à proximité.
Les bureaux occupaient à l'origine les étages 8 à 28, mais les étages 21 à 28 ont été convertis en appartements à partir de 2007, laissant les bureaux aux étages 8 à 20. Le luxueux hôtel Four Seasons Hotel Chicago, appartenant au groupe hôtelier Four Seasons Hotels and Resorts, occupe les étages intermédiaires (30-46) de la tour. Les étages 48–66 font partie des 132 East Delaware Residences, ces 106 appartements en copropriété faisaient partie du plan de construction initial.
Un grand parking de 12 étages, avec des commerces au rez-de-chaussée et une clinique médicale au sommet, occupe la moitié arrière du bloc, face à Rush Street.

## Architecture
Situé sur le Magnificent Mile de Chicago, le 900 North Michigan Avenue combine des commerces, des hôtels, des bureaux et des espaces résidentiels dans une composition de style postmoderne de 66 étages qui s'inscrit dans une longue tradition de développement à usage mixte à Chicago, commencée dans les années 1890 avec des bâtiments tels que le temple maçonnique de Chicago de l'architecte Daniel Burnham.
La composition tripartite du bâtiment reflète les fonctions changeantes à l'intérieur ; de la base commerciale de six étages s'élève une tour élancée, placée deux fois en retrait pour distinguer les bureaux de la section médiane des condominiums situés au-dessus. Quatre pavillons pyramidaux viennent contrebalancer l'énorme masse du podium de granit, de marbre et de pierre calcaire, la base étant conforme à la tradition de Chicago de maintenir des proportions basses au niveau de la rue et les tourelles évoquant les couronnes des tours de style déco.
Conçu par les agences d'architectes Kohn Pedersen Fox Associates (KPF) et Perkins+Will, l'extérieur de la tour est revêtu de pierre calcaire, de vitres teintées de couleur verte qui reflète la lumière et d'éléments en acier. Le bâtiment est constitué d'une ossature en acier sur laquelle a été érigée une structure en béton armé pour les étages supérieurs.
Quatre "lanternes" situées aux quatre coins du sommet de la structure s'illuminent chaque nuit et confèrent au bâtiment une présence distinctive dans l'horizon. Elles changent de couleur pour la période de Noël.

## Centre commercial
Le centre commercial du bâtiment est connu sous le nom de 900 North Michigan Shops s'étale sur les sept premiers niveaux du gratte-ciel à usage mixte de 67 étages. Il est le point d'ancrage emblématique à la jonction de l'artère commerçante et historique du Magnificent Mile (Michigan Avenue) et du quartier de la Gold Coast. Son espace commercial de 41 810 mètres carrés compte plus de 70 enseignes de luxe, dont un Gucci sur deux niveaux, MaxMara, Montblanc, Tesla, BONOBOS, Sur La Table, Aritzia pour ne citer qu'eux. En outre, le bâtiment comprend des restaurants, des cafétérias mais aussi des spas et des centres de remise en forme.
Ci-dessous quelques enseignes présentent dans le centre commercial :
- Bloomingdale's
- Michael Kors
- L'Occitane en Provence
- Gucci
- Calvin Klein
- United Colors of Benetton
- Christofle
- Lululemon Athletica
- Montblanc
- Adidas
- The Kooples

## Galerie d'images

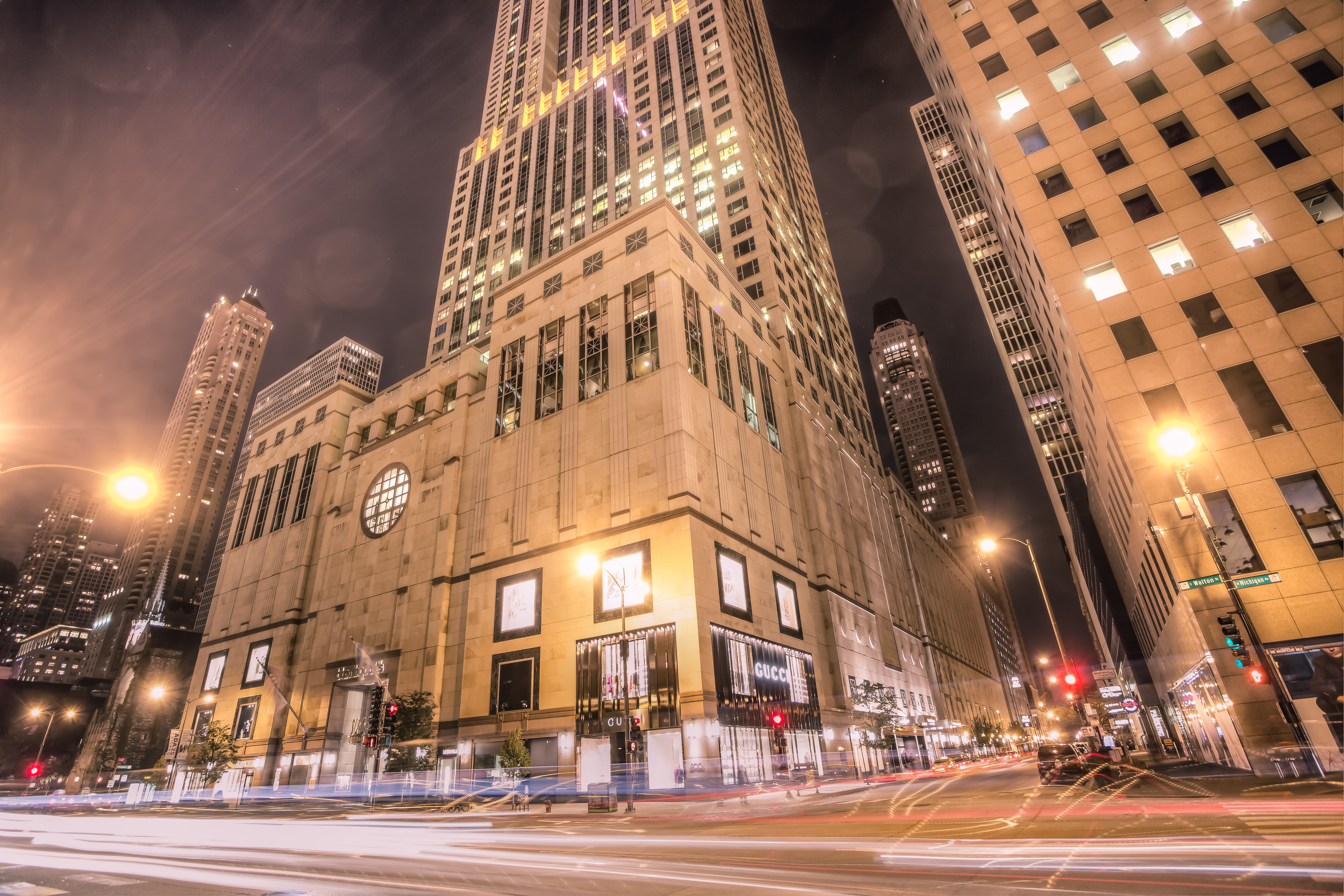
Le bâtiment à l'angle de Walton St. et N. Michigan Ave.
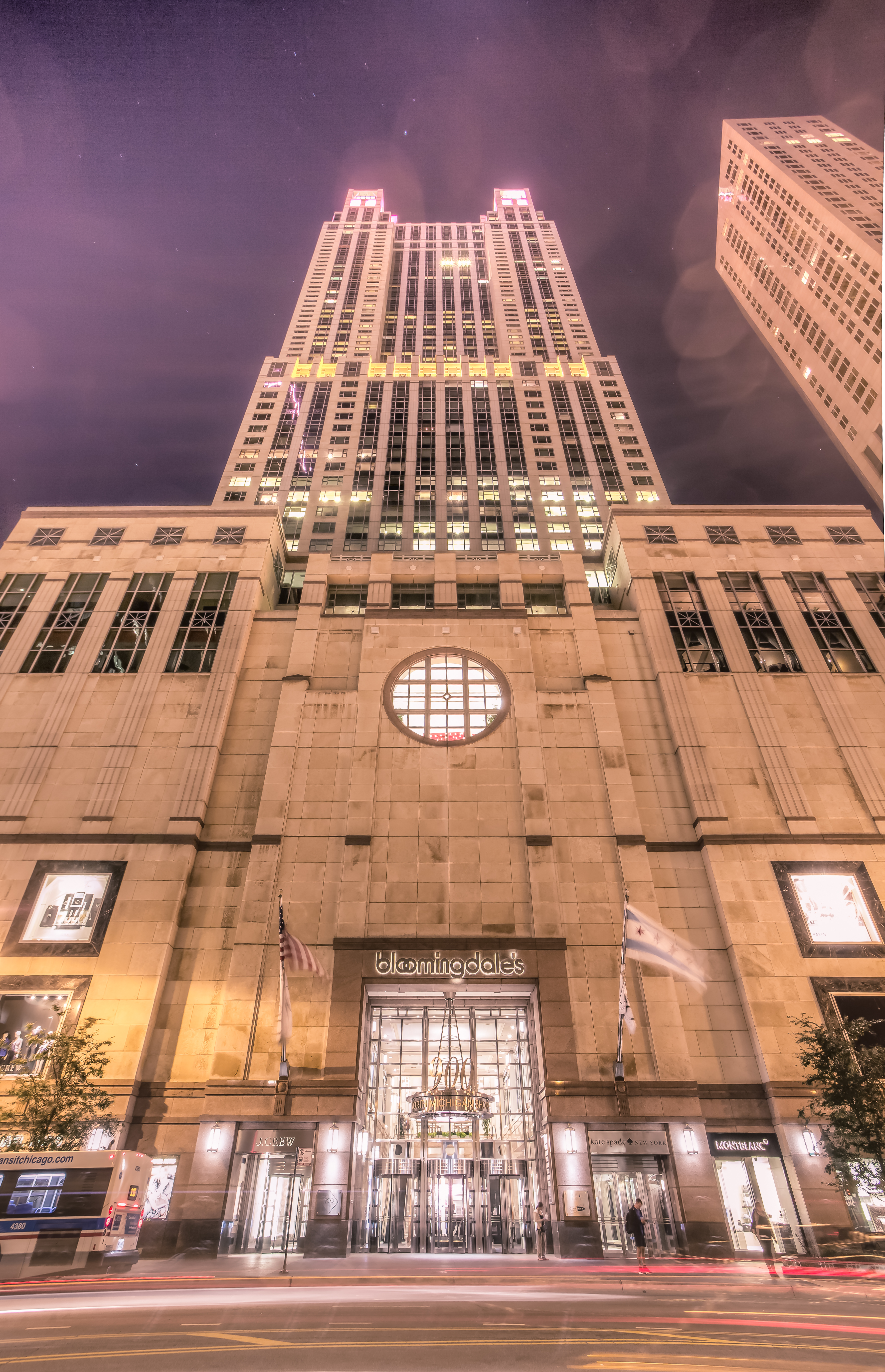
Entrée du bâtiment.
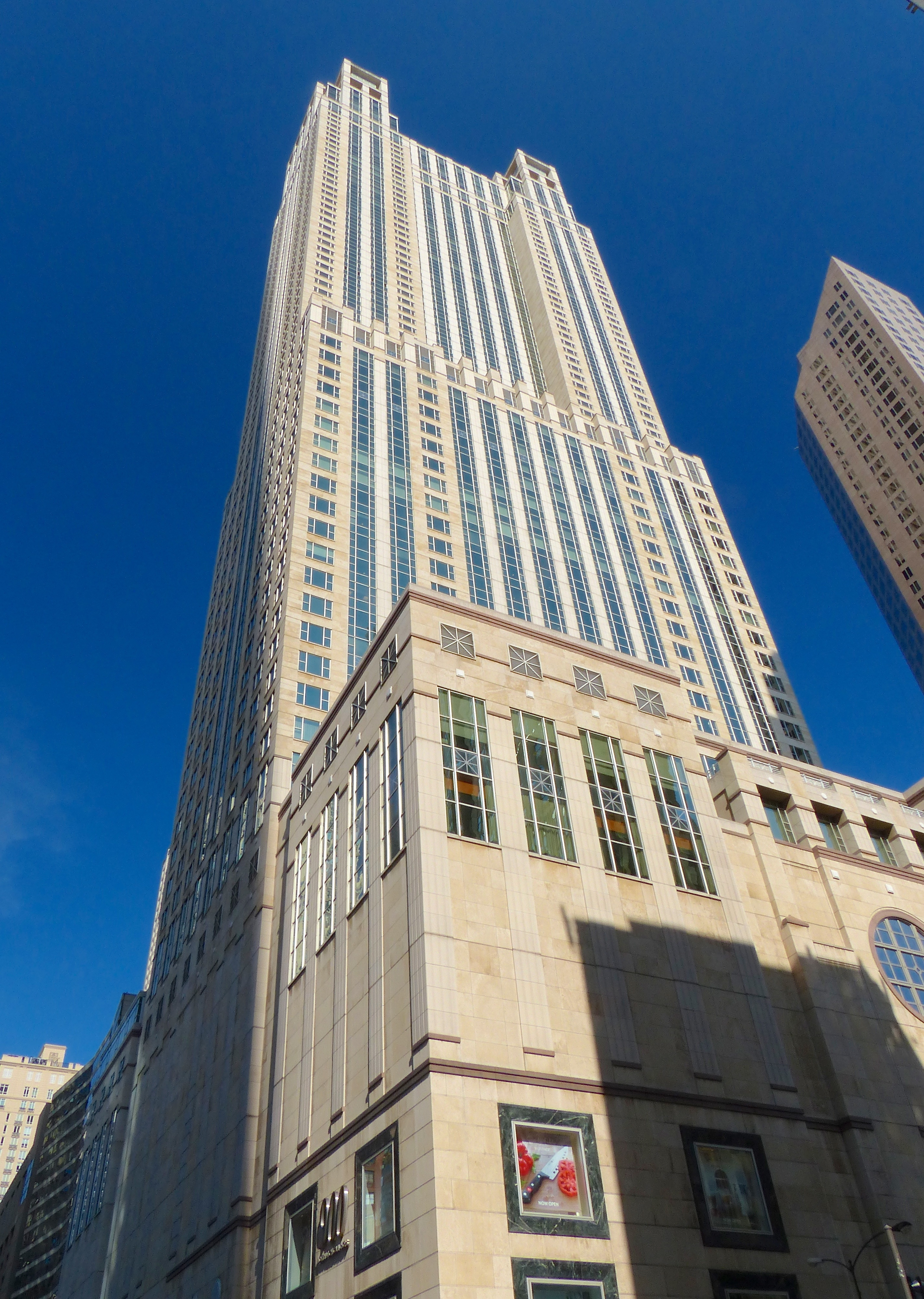
À l'angle de Delaware St. et N. Michigan Ave.
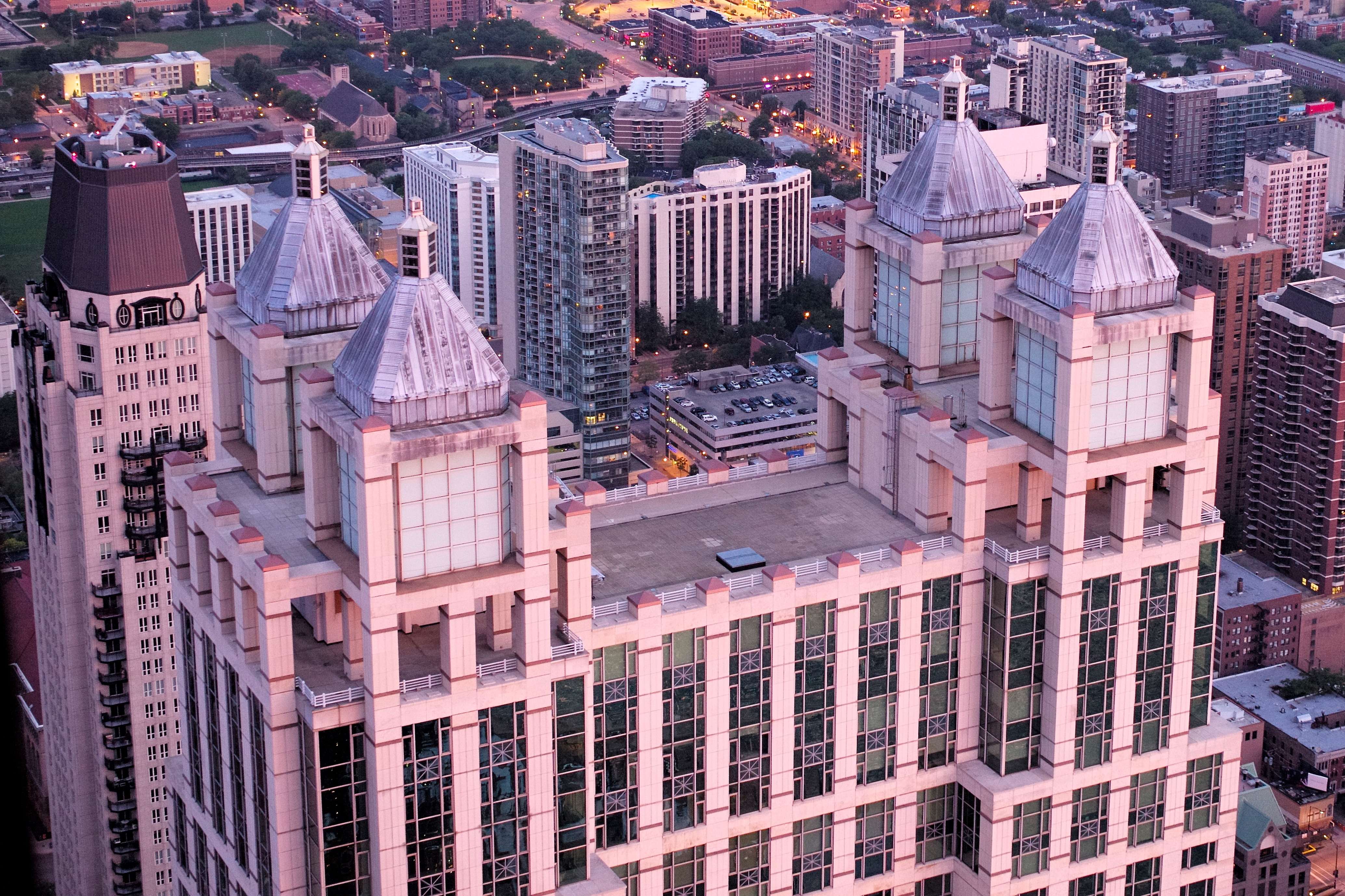
Le sommet du bâtiment vu depuis le 875 North Michigan Avenue.
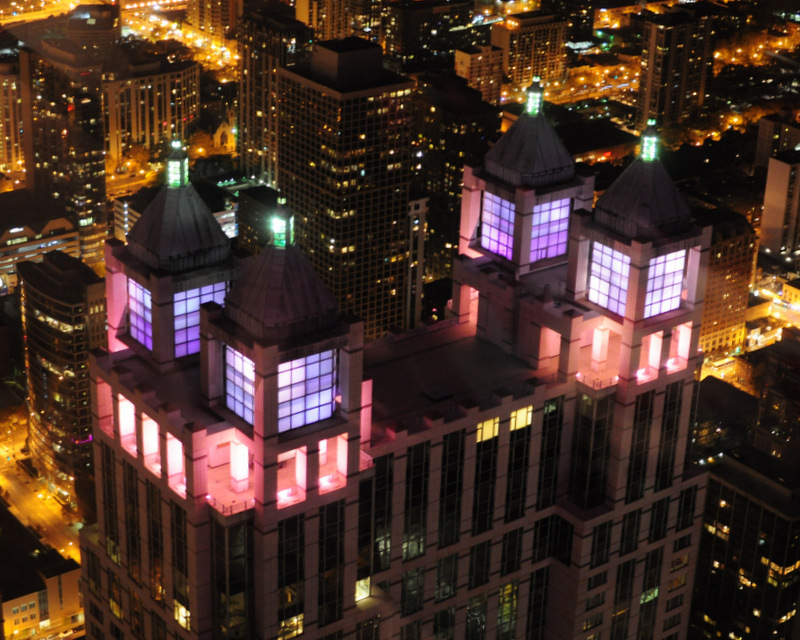
La nuit, les quatre « lanternes » s'illuminent.